# 鎮遠 (戦艦)
鎮遠（ちんえん, 中国語: 鎮遠、英語: Zhenyuan）は、清国海軍がドイツのフルカン・シュテッティンに発注して建造した甲鉄砲塔艦「定遠級」の1隻。
同型艦の定遠とともに清国海軍の北洋艦隊に配備された。定遠と鎮遠について日本の外務省の記録では「独逸ニ注文セシ砲塔甲鉄ナル定遠ノ如キ鎮遠ノ如キ何レモ七千四百三十噸ノ姉妹戦艦（中略）其頃東洋ニ於テハ観ルニ稀ナル者ナリ」としている。日清戦争において威海衛で日本海軍に捕獲され、戦利艦として日本海軍に編入された。

## 兵装

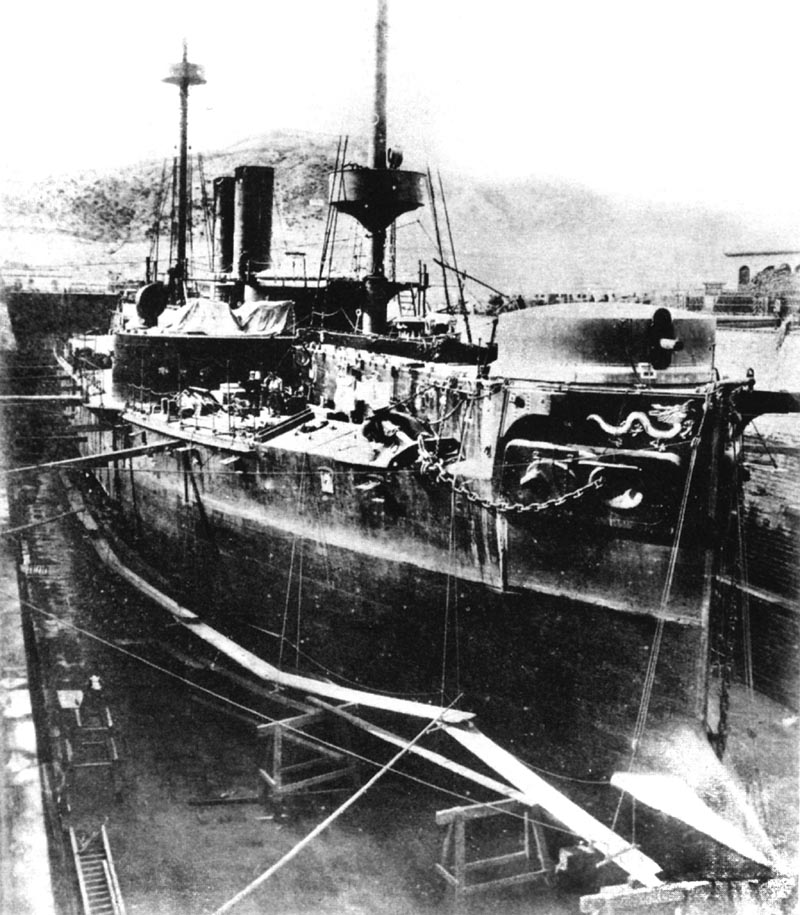
旅順港のドックで整備中の「鎮遠」。主砲塔のフードを取り払っている

主砲は20口径30.5cm連装砲フード付き露砲塔2基、ドイツのクルップ砲で後装砲。当時のイギリス戦艦が前装砲を装備していたのに比べて取り扱い性が良い。	 
日本海軍に編入する際の復旧工事で、艦の中央やや後方の両舷に15cm単装砲各1基ずつが増設された。

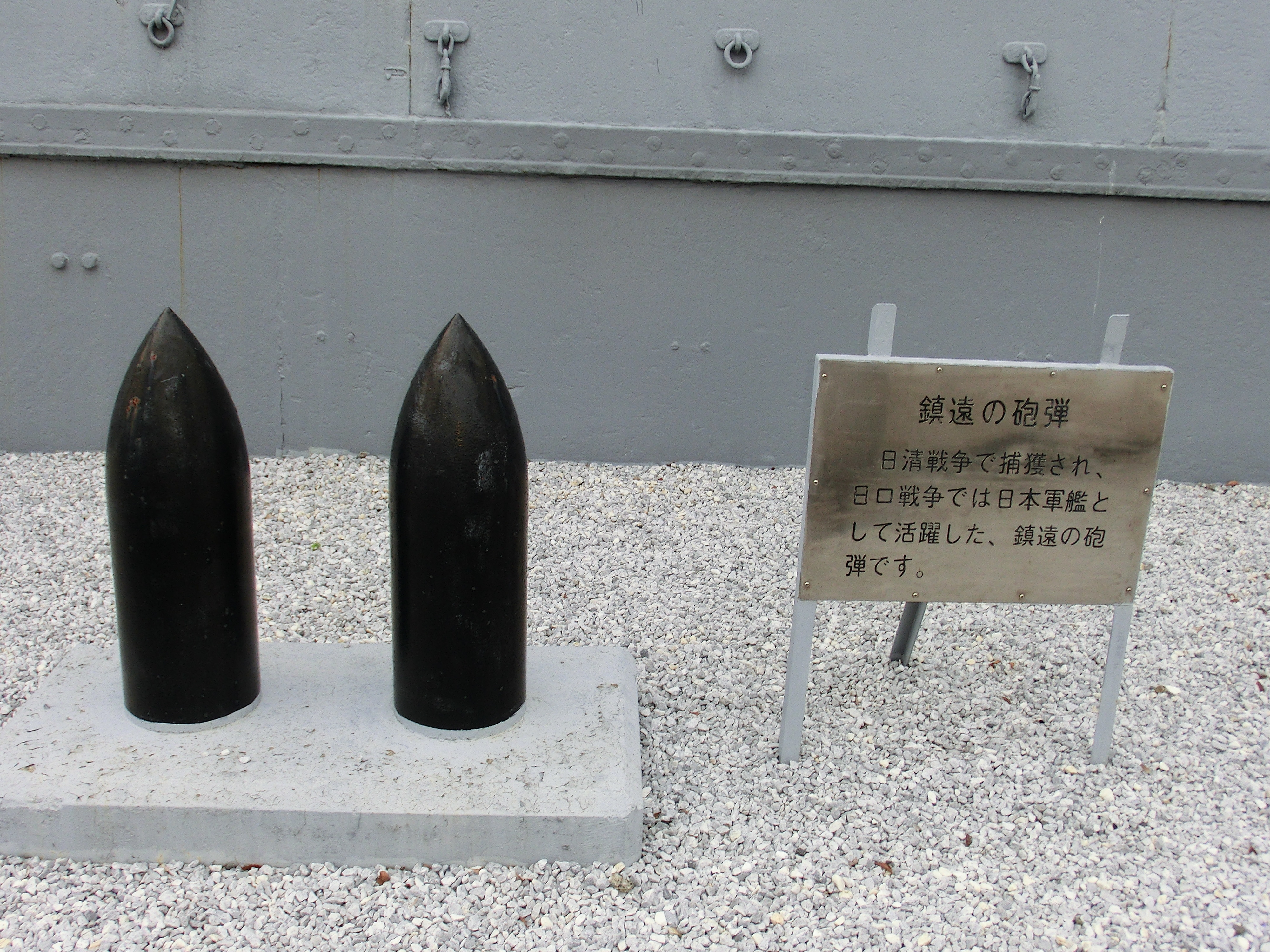
「鎮遠」の砲弾。横須賀市の三笠公園内

## 艦歴

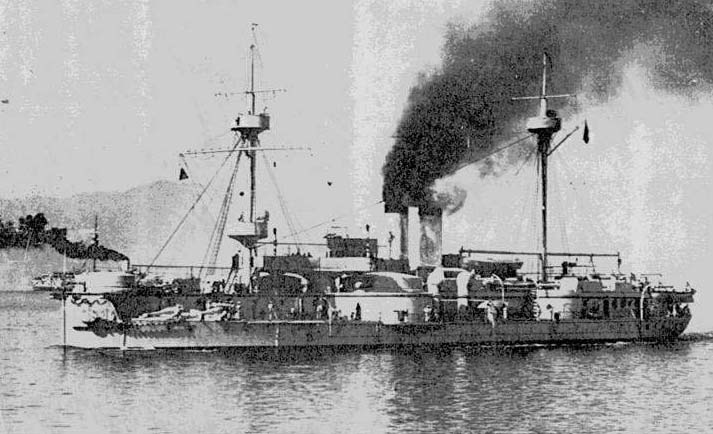
日本海軍戦艦時代の「鎮遠」

- 1881年（光緒7年） - ドイツ・シュテッティン（現・ポーランド領シュチェチン）のフルカン・シュテッティンで起工。
- 1882年（光緒8年）11月28日 - 進水。
- 1885年（光緒11年） - 竣工[注釈 3]
- 1886年（光緒12年・明治19年）8月 - 清国北洋艦隊の旗艦「定遠」らとともに、補修の名目で長崎に入港。その際、上陸した乗員により騒動が起こった（長崎事件）。
- 1894年（光緒20年・明治27年）
  - 9月17日 - 黄海海戦中、日本の旗艦「松島」に直撃弾を与えた。大火災を生じながらも厚い甲鉄のおかげで主要部を貫徹されず、威海衛に入った[5]。
  - 12月24日 - 威海衛沖で座礁。
- 1895年（明治28年）
  - 2月17日 - 威海衛にて捕獲。
  - 3月16日 - 日本海軍に編入[6]。
- 1898年（明治31年）3月21日 - 二等戦艦に類別。
- 1904年（明治37年） - 日露戦争に参加。黄海海戦、旅順攻略戦、日本海海戦に参加。
- 1905年（明治38年）12月11日 - 一等海防艦に類別変更。
- 1908年（明治41年）5月1日 - 運用術練習艦に指定。
- 1911年（明治44年）
  - 4月1日 - 除籍。
  - 11月24日 - 装甲巡洋艦「鞍馬」の実験艦として破壊され、海底に没する。
- 1912年（明治45年）4月6日 - 売却。横浜にて解体。

## 艦長
清国海軍
- 林泰曽 総兵：1886年-1894年

日本海軍
※『日本海軍史』第9巻・第10巻の「将官履歴」および『官報』に基づく。
回航委員長
- 有馬新一 大佐：1895年6月5日-1895年7月25日

艤装員長
- 横尾道昱 大佐：1895年9月10日-1895年12月27日
- 有馬新一 大佐：1895年12月27日-1896年7月7日

艦長
- 松永雄樹 大佐：1896年8月13日-1897年12月27日
- 沢良煥 大佐：1897年12月27日-1898年6月13日
- 植村永孚 大佐：1898年6月13日-1899年3月22日
- 橋元正明 大佐：1899年3月22日-6月17日
- 早崎源吾 大佐：1899年6月17日-9月29日
- 中山長明 大佐：1899年9月29日-11月20日
- 早崎源吾 大佐：1899年11月20日-1900年5月20日
- 梨羽時起 大佐：1900年5月20日-12月6日
- 鏑木誠 大佐：1903年2月3日-1903年8月1日
- 今井兼昌 大佐：1903年8月1日-1905年6月14日
- 毛利一兵衛 大佐：1905年6月14日-12月12日
- 長井群吉 大佐：1905年12月12日-1906年11月22日
- 石田一郎 大佐：1906年11月22日-1907年12月27日
- 小橋篤蔵 大佐：1907年12月27日-1908年4月7日
- 高木助一 大佐：1908年4月7日-8月28日
- 北野勝也 大佐：1908年8月28日-1909年3月4日
- 秀島成忠 大佐：1909年3月4日-1910年12月1日

## 同型艦
- 「定遠」

## エピソード
- 日本海軍に捕獲された際、艦内から1891年の北洋艦隊日本訪問記が見つかった。水交社の機関誌『水交社記事』57号（1895年5月）に「東巡日記」として和訳の上、掲載されている。
- 捕獲後の回航要員に広瀬武夫が乗艦している。
- 鎮遠捕獲後、錨は上野の不忍池旧馬見所跡に陳列された[7]。